# 杞东楼公
杞东楼公（？—？），又作东娄公，是西周杞国的首任君主。
《路史·后纪》记载“杞后析于曹东之娄，故号东楼”，因此“东楼”是号，而非谥号。
根据《史记》记载，杞東樓公是夏后禹之後苗裔也。殷時或封或絕。當周武王克殷紂，希望找到禹的後人，一直到周成王开始亲政并追封先贤古帝后裔之时(周成王七年，才终于发现，便把他召来，特在其姓氏字上加赐“木”偏旁为“楼”，封为东楼公，封他到杞邑(今河南杞县)以延续古杞国国祚，主管对大禹的祭祀。

## 備註
杞县曾有东娄公庙，是后人用来祭祀东娄公的，该建筑在1949年后已被拆毁。